# Spasmolyticum
Een spasmolyticum is een geneesmiddel dat spierkramp vermindert. 
Spasmolytica die gebruikt worden voor glad spierweefsel (maag-darm-kanaal) met koliekpijn tot gevolg zijn onder meer; 
- dicyclomine en hyoscyamine (anticholinergica).
- mebeverine
- papaverine
- anisotropine, atropine

Spasmolytica die gebruikt worden voor dwarsgestreept spierweefsel (skeletspieren):
- cyclobenzaprine, carisoprodol, orphenadrine en tizanidine